# Rožič Vrh
Rožič Vrh je naselje u slovenskoj Općini Črnomelju. Rožič Vrh se nalazi u pokrajini Dolenjskoj i statističkoj regiji Jugoistočnoj Sloveniji. 

## Stanovništvo
Prema popisu stanovništva iz 2002. godine naselje je imalo 38 stanovnika.